# Affaldsveje
Affaldsveje er en dokumentarfilm instrueret af Enrique Salcedo efter eget manuskript.

## Handling
Et oplæg til debat om, hvordan danskeren og det danske samfund håndterer affaldet. I filmen aflægges besøg ved affaldsbjerge og komposteringsanlæg, i genbrugscentraler og forbrændingsanstalter m.m. Er der fornuft i vor politik på dette område?